# إبراهيم الكشكري الكبير
إبراهيم الكشكري الكبير هو قديس مسيحي وراهب وأحد أباء كنيسة المشرق من القرن الخامس. ولد في سنة 492 ونسب إلى مدينة كشكر في الكوت، قام بالتبشير بالمسيحية في الحيرة وطالب بحياة تنسك و البتولية وأنها السبيل إلى الخلاص. قام مع مار أوجين بتأسيس دير في جبل إيزلا قرب نصيبين وتعلم على يده باباي الكبير و داديشوع. عارض قرار مجمع بيث لافاط بوجوب زواج كل الرهبان والراهبات وهذا كان بسبب ضغط ملك فارس والكهنة الزرادشتيين. توفي في سنة 586، وهو يبجل كقديس في كنيسة المشرق الآشورية ويعتبر يوم 6 شباط فبراير بعد عيد الظهور الإلهي تذكار له.